# Grup abelià

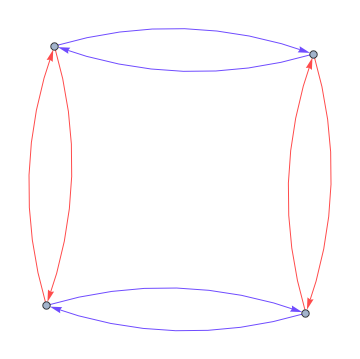
Grup abelià (2,2)

En una estructura algebraica sobre un conjunt A, en la qual hem definit una operació o llei de composició interna binària "{\displaystyle \circ }", diem que presenta estructura {\displaystyle (A,\circ )} de grup abelià o grup commutatiu respecte a l'operació {\displaystyle \circ } si...
1. {\displaystyle (A,\circ )} té estructura algebraica de grup.
2. {\displaystyle (A,\circ )} té la propietat commutativa.

Els grups abelians reben aquest nom en honor del matemàtic noruec Niels Henrik Abel, que fou qui utilitzà aquests grups en l'estudi de les equacions algebraiques solubles per radicals. Els grups que no són commutatius es denominen no abelians (a també no commutatius, menys sovint).

## Definició
Un grup abelià és un conjunt {\displaystyle A}, juntament amb una operació {\displaystyle \cdot } que combina dos elements qualssevol {\displaystyle a} i {\displaystyle b} d'{\displaystyle A} per formar un altre element d'{\displaystyle A,} denotat {\displaystyle a\cdot b}. El símbol {\displaystyle \cdot } és un marcador de posició general per a una operació concreta. Per qualificar com a grup abelià, el conjunt i l'operació, {\displaystyle (A,\cdot )}, han de satisfer quatre requisits coneguts com els axiomes de grup abelià (alguns autors van incloure en els axiomes algunes propietats que pertanyen a la definició d'una operació: És a dir, que l'operació estigui definida per a qualsevol parell ordenat d'elements d'A, que el resultat sigui ben definit, i que el resultat pertanyi a A):
Associativitatper a tot {\displaystyle a}, {\displaystyle b}, i {\displaystyle c} en {\displaystyle A}, es compleix l'equació {\displaystyle (a\cdot b)\cdot c=a\cdot (b\cdot c)}.
Element d'identitatexisteix un element {\displaystyle e} en {\displaystyle A}, tal que per a tots els elements {\displaystyle a} en {\displaystyle A}, es compleix l'equació {\displaystyle e\cdot a=a\cdot e=a}.
Element inversper a cada {\displaystyle a} en {\displaystyle A} existeix un element {\displaystyle b} en {\displaystyle A} tal que {\displaystyle a\cdot b=b\cdot a=e}, on {\displaystyle e} és l'element identitat.
Commutativitatper a tot {\displaystyle a}, {\displaystyle b} en {\displaystyle A}, {\displaystyle a\cdot b=b\cdot a}.
Un grup en què l'operació de grup no és commutativa es denomina "grup no abelià" o "grup no commutatiu".:11

## Notació
Hi ha dues notacions principals per als grups abelians: additiva i multiplicativa:
| Notació       | Operació   | Element neutre | Potències | Elements inversos | Suma directa / Producte directe |
| ------------- | ---------- | -------------- | --------- | ----------------- | ------------------------------- |
| Addició       | a + b      | 0              | na        | −a                | G ⊕ H                           |
| Multiplicació | a * b o ab | e o 1          | an        | a−1 o 1/a         | G × H                           |

La notació multiplicativa es fa servir, en general, per als grups, en canvi l'additiva s'utilitza per als mòduls. Quan només es treballa amb grups abelians, s'usa la notació additiva, com a norma general.

### Taula de multiplicació
Per verificar que un grup finit és abelià, es pot construir una taula (matriu) -coneguda com a taula de Cayley- de manera similar a una taula de multiplicació.:10 Si el grup és {\displaystyle G=\{g_{1}=e,g_{2},\cdot ,g_{n}\}} sota la operació {\displaystyle \cdot }, la {\displaystyle (i,j)}-èssima entrada d'aquesta taula conté el producte {\displaystyle g_{i}\cdot g_{j}}.
El grup és abelià si i només si aquesta taula és simètrica respecte la diagonal principal. Això és cert ja que el grup és abelià si i només si {\displaystyle g_{i}\cdot g_{j}=g_{j}\cdot g_{i}} per a tot {\displaystyle i,j=1,...,n}, que és el mateix que l'entrada {\displaystyle (i,j)} de la taula sigui igual a l'entrada {\displaystyle (j,i)} per a tot {\displaystyle i,j=1,...,n}, és a dir, la taula és simètrica respecte a la diagonal principal.

## Exemples
Qualsevol grup cíclic G és abelià, puix que si {\displaystyle x,y\in G=<a>}, {\displaystyle x=a^{m}} i {\displaystyle y=a^{n}} per a alguns m, n enters, com a conseqüència, {\displaystyle xy=a^{m}a^{n}=a^{m+n}=a^{n+m}=a^{n}a^{m}=yx}. En particular, el grup Z d'enters, amb relació a la suma, és abelià, de la mateixa manera que el grup d'enters mòdul n, Zn.
Els nombres reals formen un grup abelià amb l'addició, de la mateixa manera que els reals no nuls el formen amb la multiplicació.
Qualsevol anell és un grup abelià respecte a la seva addició. En un anell commutatiu, els elements invertibles formen un grup abelià amb la multiplicació.
Qualsevol subgrup d'un grup abelià és normal, i per tant, per a qualsevol subgrup hi ha un grup quocient. Subgrups, grups quocients, i sumes directes de grups abelians també són abelians.
Donat un grup {\displaystyle G} arbitrari, és possible construir l'abelianització de {\displaystyle G}, que és el quocient de {\displaystyle G} pel seu subgrup commutador: {\displaystyle G/[G,G]}. Aquest grup és abelià i té la propietat que si donat qualsevol altre subgrup normal {\displaystyle N}, el quocient {\displaystyle G/N} és abelià, llavors {\displaystyle [G,G]\subset N}.
Tot grup {\displaystyle G} conté un subgrup abelià anomenat centre del grup, que està format pels seus selements que commuten amb qualsevol altre element del grup.

## Apunts històrics
Camille Jordan va donar nom als grups abelians prenent el del matemàtic noruev Niels Henrik Abel, ja que Abel havia descobert que la commutivitat del grup d'un polinomi implica que les arrels del polinomi poden ser calculades mitjançant radicals.:144-145

## Propietats
- Si n és un nombre natural i x un element d'un grup abelià G (en notació additiva), podem definir {\displaystyle nx=x+x+...+x} (n sumands), i {\displaystyle (-n)x=-(nx)}, amb la qual cosa G esdevé un mòdul sobre l'anell Z dels enters. De fet, els mòduls sobre Z no són altres que els grups abelians.[12]:94–97
- Si f, g: G → H són dos homomorfismes entre grups abelians, la suma (definida per{\displaystyle (f+g)(x)=f(x)+g(x)}) serà també un homomorfisme; aquest fet no s'esdevé en general per a grups no abelians. Amb aquesta operació, el conjunt d'homomorfismes entre G i H esdevé, aleshores, un grup abelià en si mateix.

De manera més o menys similar a la dimensió dels espais vectorials, tot grup abelià té un rang. Es defineix com la cardinalitat maximal d'un conjunt d'elements del grup linealment independents (en els enters).:49–50 Els grups abelians finits i els grups de torsió tenen rang zero, i tot grup abelià de rang zero és un grup de torsió. Els enters i els nombres racionals tenen rang u, així com tot grup additiu no-zero dels racionals. D'altra banda, el grup multiplicatiu dels racionals no-zero té rang infinit, ja que és un grup abelià lliure amb el conjunt de nombres primers com a base (això resulta del teorema fonamental de l'aritmètica).

## Grups abelians finits
El grup {\displaystyle \mathbb {Z} _{n}} dels enters mòdul n és un grup amb l'operació de la suma mòdul n. Aquest grup és abelià i finit. 

El següent resultat ens indica que els anteriors formen l'estructura bàsica de tots els conjunts abelians finits.
Teorema: Qualsevol grup abelià finit G és isomorf a {\displaystyle \mathbb {Z} _{p_{1}^{k_{1}}}\oplus \ldots \oplus Z_{p_{r}^{k_{r}}}}, on {\displaystyle p_{1},\ldots ,p_{r}} són nombres primers i {\displaystyle k_{1},\ldots ,k_{r}\in \mathbb {N} }. 

Els enters {\displaystyle p_{1}^{k_{1}},\ldots ,p_{r}^{k_{r}}} són únics a menys de l'orde.
Vegem-ne un parell d'exemples:
Llevat del cas d'isomorfisme, existeixen cinc grups abelians amb 16 elements.
 Per fer-ho veure, observem primer que 16=24, per la qual cosa les formes de descompondre 16 com a producte de nombres naturals majors d'1 són (a menys d'ordre): {\displaystyle 16=16,\ 16=2\times 8,\ 16=2\times 2\times 4,\ 16=2\times 2\times 2\times 2{\mbox{ y }}16=4\times 4}.

Per tant, un grup abelià amb 16 elements és isomorf a un i a només un dels següents: {\displaystyle \mathbb {Z} _{16},\ \mathbb {Z} _{8}\oplus \mathbb {Z} _{2},\ \mathbb {Z} _{4}\oplus \mathbb {Z} _{2}\oplus \mathbb {Z} _{2},\ \mathbb {Z} _{2}\oplus \mathbb {Z} _{2}\oplus \mathbb {Z} _{2}\oplus \mathbb {Z} _{2},\ \mathbb {Z} _{4}\oplus \mathbb {Z} _{4}}.
Qualsevol grup abelià d'orde 30 és isomorf a {\displaystyle \mathbb {Z} _{5}\oplus \mathbb {Z} _{3}\oplus \mathbb {Z} _{2}}.
 Això s'esdevé perquè no hi ha cap altra manera d'escriure 30 com a producte de potències de primers que {\displaystyle 30=2\times 3\times 5}.
Una forma equivalent d'exposar el teorema anterior és aquesta:
Teorema: Qualsevol grup abelià finit G és isomorf a {\displaystyle \mathbb {Z} _{d_{1}}\oplus \ldots \oplus Z_{d_{t}}}, on {\displaystyle d_{1},\ldots ,d_{t}} són enters majors d'1 que verifiquen {\displaystyle d_{i}|d_{i+1}\ \forall i=1,\ldots ,t-1}.
Els enters {\displaystyle d_{1},\ldots ,d_{t}} són únics.
Aquest teorema es dedueix de l'anterior a partir que {\displaystyle \mathbb {Z} _{m}\oplus \mathbb {Z} _{n}} és isomorf a {\displaystyle \mathbb {Z} _{nm}} quan n i m són coprimers.